# Tala (muziek)
Onder tala (spreek uit: taal) wordt in de Indiase muziek verstaan: een ritmische cyclus van een bepaald aantal tellen.
In de Hindoestaanse muziek bestaan cycli van minimaal 6 matras (tellen), tot en met een maximum van 28 matras. Elke matra heeft zijn eigen, specifieke klank, of bol.
Voor een completer overzicht, zie: Lijst van Hindoestaanse talas.